# Білики
Бі́лики — селище міського типу в Україні, центр Білицької селищної громади Полтавського району Полтавської області. Населення становить 5786 осіб (за переписом 2001 року). Орган місцевого самоврядування — Білицька селищна рада.

## Географічне розташування

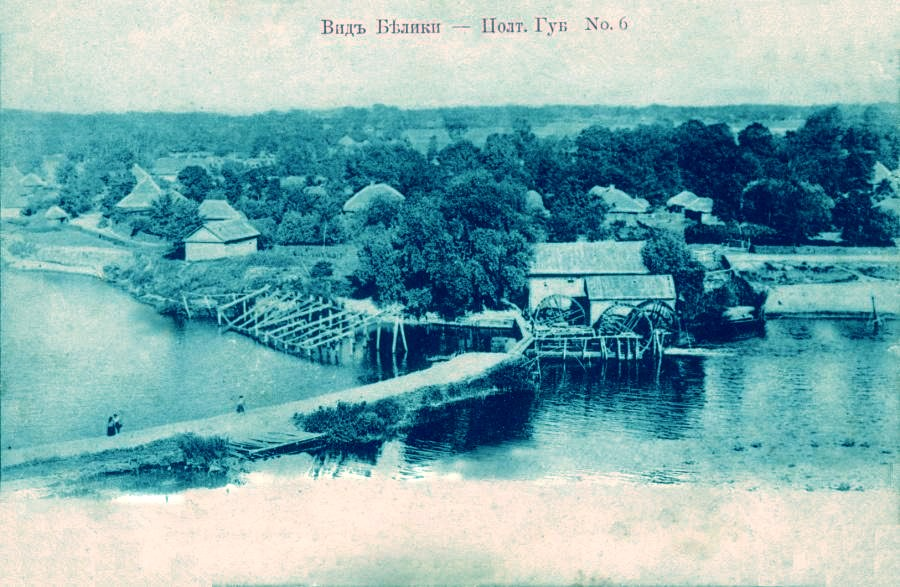
Ворскла. Млини біля села Білики. Світлина кінця 19 ст.

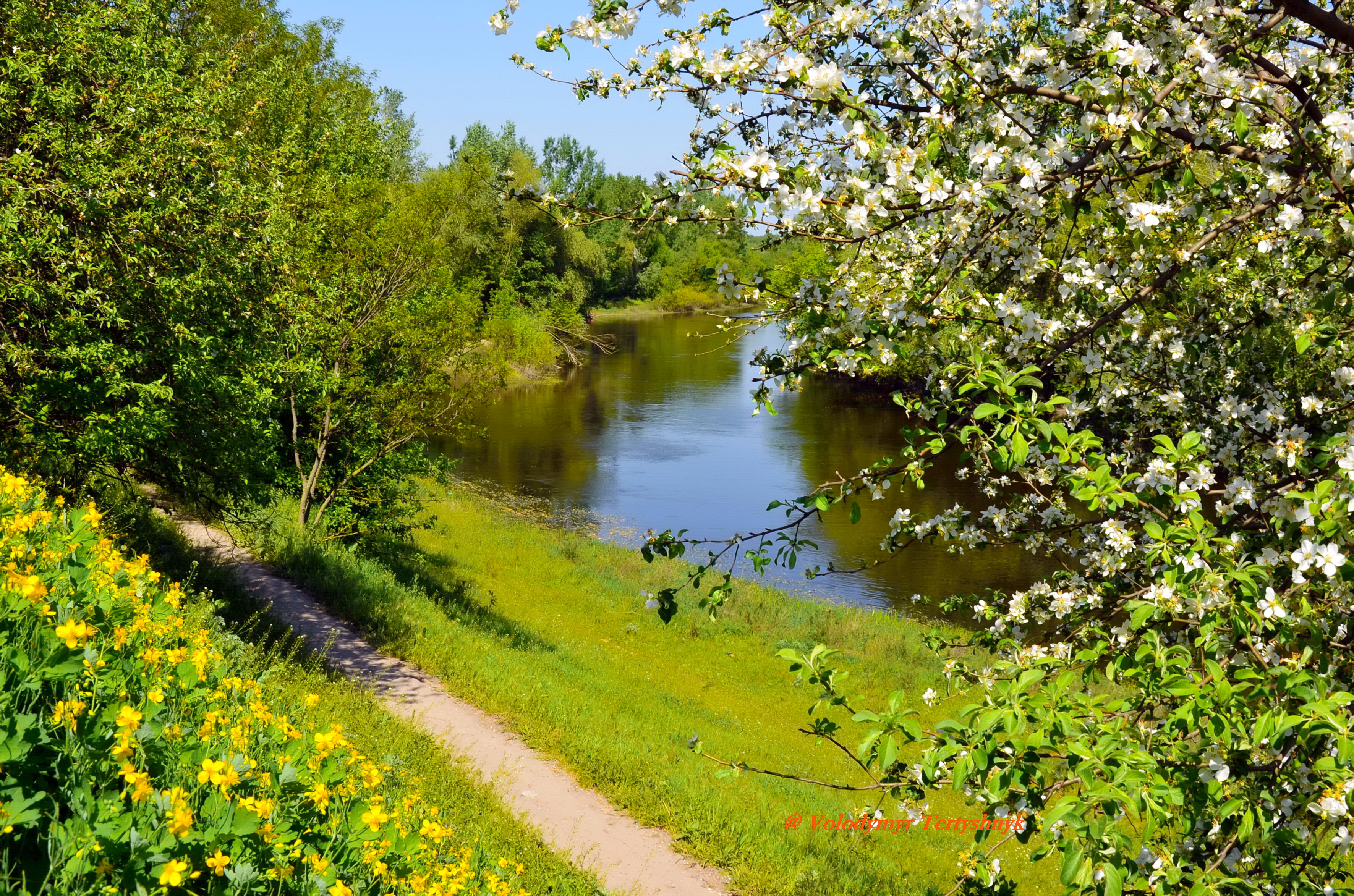
Берег Ворскли в Біликах

Селище міського типу Білики розкинулося на правому березі річки Ворскла, вище за течією на відстані 0,5 км лежить село Жуки, нижче за течією завдальшки 2 км розташоване село Галі-Горбатки, на протилежному березі — села Кустолові Кущі та Жирки. Через селище проходить залізниця, станція Ліщинівка. За 14 кілометрів від Кобеляк.

## Історія

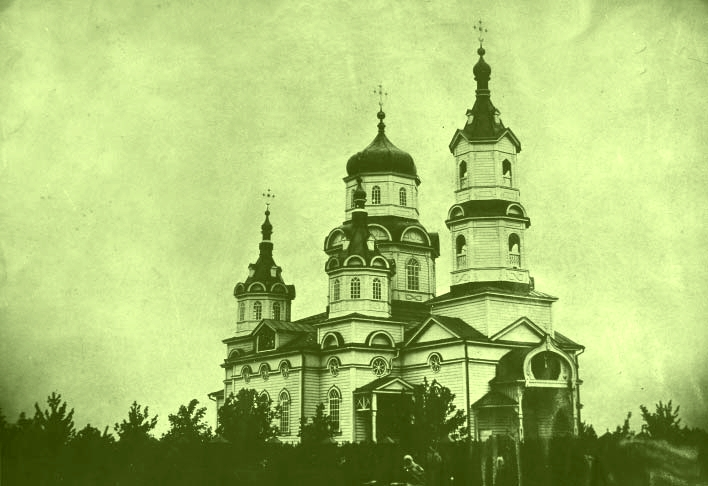
Церква Святителя Миколи Мирлікійського. Світлина початку ХХ ст.

1571 року не території теперішнього населеного пункту стояла прикордонна фортеця Речі Посполитої, вали якої збереглися до XX ст. Посеред них маються залишки Георгіївської церкви, що згадувалася яко чинна 10 жовтня 1776 року, але наприкінці XVIII століття була зруйнована. Перша письмова згадка про, власне, Білики датується 1636 р.: селище згадується у люстрації Переяславського староства.
Енциклопедичні видання початку XX ст. виникнення містечка помилково відносять до 1765 р. За легендою поселення було засноване пасічником Іваном Біликом з Говтви та гончарем зі Сміли Микитою Страженом. За іншою версією у місцині осів загін козаків Андрія Білика після поразки Северина Наливайка (буцімто на поч. XX ст. старожили бачили кам'яну плиту з написом «Вічна пам'ять Андрієві Білику — засновнику Біликів. 1628 рік»). На Генеральній мапі України Ґійома де Боплана (1648 р.) фіксується топонім Bielikowy brod.
У березні 1709 р. у Біликах було розквартировано загін кошового Костя Гордієнка.
У червні 1709 р. тут уже квартирували шведські кавалеристи із загону підполковника Мунка, які мали прикривати відступ армії.
Ранком 29 червня 1709 р. повз Білики проходить уже переможена армія Карла ХІІ.
Важливим джерелом з історії Біликів початку XVIII ст. є «Компут усього Полтавського полку від 8січня 1718 року». З нього дізнаємося, що у Біликах проживає 481 мешканець, у приналежних до сотні Комарівці — 137, Федорівці — 28 козаків. Також дізнаємося, що у Біликах створені шевський, різницький та кушнірський цехи, окрім того виділяються колісники, ковалі, бондарі, гончарі.
У 1726 р. в Біликах нараховується 417 козаків та 331 посполитий, у 1732 р. 704 посполиті, 5 підсусідків, окрім того Біликам належні 16 хуторів, 7 шкіл, 2 шпиталі. З іншого джерела довідуємося, що в 1723 р. у Біликах функціонували 21 шинок, 2 броварні та 3 солодовні, у Комарівці ж працювали чотири тютюнники.
Також цікавим джерелом виступає «Книга полку полтавського о всех маєтностях, местечках, селах…» 1730 р. У ній довідуємося, що сотенне містечко Білики, яке налічувало 705 дворів, не належало на жодні уряди і не перебувало у чиїйсь власності, а належало лише на полковий уряд і відбувало військову повинність. Село Комарівка, належне до сотні, має 96 дворів, а належить здавен на уряд полтавського полкового обозництва.
Федорівка (нині куток с. Білики) відмічена як слобідка на 17 дворів, на землі полковника Федора Жученка у володінні обозного Лаврентія Нікітіна. У джерелах також зафіксовано тяжбу останнього з полковником Кочубеєм за маєтність, а в універсалі гетьмана Данила Павлович Апостола від 20 серпня 1730 р. довідуємося про наявність у Біликах водяного млина.
1748 р. Білики отримують сотенного герба — синю восьмипроменеву зірку на срібному тлі.
У 1750 р. в Біликах (містечко налічувало на той час 182 двори) відбувається козацько-селянське повстання проти сотенної старшини. Очолили його місцевий житель Литвиненко та військовий товариш Л. Васильєв. Було розгромлено сотенну канцелярію, побито отамана Вараву та збирача податків Піщанського. Адміністрацію було переобрано, атаку першого загону з Полтави було відбито. Другому, більшому, загонові врешті вдалося зламати спротив.
1751 роком датуються згадки про гайдамацький рух, що перекинувся на Поворскля. Кілька козаків напали на маєток білицького сотника Павла Кота й викрали худобу і коней. Їм навздогін було виправлено значний загін із двома гарматами та солдат із Новосанжарської сотні з однією гарматою. Така потужна відсіч наводить на думку про не пересічність крадіжки. Злодіїв урешті було схоплено, однак деякі змогли втекти на Запоріжжя. Генеральний писар та суддя Василь Леонтійович Кочбей мав маєток у Боярці. Далі Білики передані Кирилом Розумовським у вічне володіння графу Роману Воронцову.
Станція Ліщинівка збудована у 1870-х роках під час прокладання залізничної колії напрямку Харків-Кременчук.[1]. Назва походить від села Ліщинівка, що тепер є частиною смт Білики.
У маєтку П. С. Жевахова в 1787 р. гостювали імператриця Катерина ІІ та полководець О. Суворов на шляху в Крим. Місцева легенда пов'язує облаштування підземних комунікацій Білицької фортеці саме з іменем князя Жевахова[джерело?]. Під час франко-російської війни були місцем формування 2-го козацького полку. У 18 ст. у Біликах знаходяться 4 дерев'яні церкви.
Різдва Богородиці (1762 нова 1881)
Покровська (1751 нова 1889)
Успенська (1790 нова 1902)
Миколаївська (1750 нова 1903)
1859 року Кобеляцький повіт, 571 двір, центр волості, парафіяльне училище, 4 ярмарки на рік.
У кінці 19 ст у Біликах був Панас Мирний.
На початку 20-х років XX століття село було центром Білицького району Полтавської округи.
1900 року інфраструктура села налічувала 4 парафіяльні школи, 1 міністерська, 5 ярмарків на рік, 627 дворів.
1910 року до Біликів додані хутори Бажани, Боярка, Гора, Кустолове, Шапки, 649 дворів.
У 1920—1930 роках перебувли Г. Епік, П. Капельгородський, Іван Ле, Юрій Смолич, Юрій Яновський, Андрій Головко.
Під час проведеного радянською владою Голодомору 1932—1933 років помер щонайменше 51 житель селища.
У 1938—1941 році в Біликах було відкрито Будинок творчості та відпочинку для письменників серед, яких Наталя Забіла, Володимир Сосюра, Юрій Збанацький, О. Ковінько, Олександр Корнійчук, І. Микитенко, П. Панч, Микола Трублаїні, П. Усенко, Мате Залка.
16 вересня 1941 із села втекли комуністи. Одразу ж було розстріляно 13-х активістів комуністичної партії. На фронтах Другої світової загинуло 154 біличанина, 224 було вивезено на примусові роботи до Німеччини. Селище знову захопили червоні 24 вересня 1943. Під час операції ліквідовано 40 червоноармійців. У результаті боїв у селі згоріли 4 школи, колгоспні будівлі, садиби біличан. У Біликах зведена братська могила червоноармійцям, оскільки комуністи рідко витрачалися на персональні могили. У часи Брежнєвщини спорудили помпезний меморіальний комплекс із комуністичною символікою.
Після війни комуністи знову мучать голодом селище, особливо 1946—1947.
З 1957 р. Білики — селище міського типу. Селище індустріалізується.
З 1950 до 1955 р. будується цукровий завод, відкритий у 1955 р., тоді ж молочноконсервний завод, що у 1966 став комбінатом.
Відновлено після війни дві школи доповнюються двома новозбудованими, також відкривається музична школа, 2 дитсадки, 2 бібліотеки, діють 2 лікарні, ревматологічний диспансер та протитуберкульозний санаторій, літературно-меморіальний музей Залки Мате (угорський письменик), Білицький музей історії та художньо-ужиткового мистецтва.
Під час незалежної України закрито один дитсадок, припинив діяльність молочноконсервний комбінат, ледь не знищили цукровий завод, але відтворився осередок «козаків» — славних та могутніх захисників України та її незалежності.
Білицьку селищну раду очолювали В. П. Папай, А. І. Науменко, П. О. Гресь, М. С. Лаврик, П. І. Латиш, О. Ф. Калашник, П. П. Шпак, С. С. Пуха; Ю. П. Латиш. З 4 листопада 2010 р. селищну раду очолює О. Г. Киричко.

## Населення

### Мова
Розподіл населення за рідною мовою за даними перепису 2001 року:
| Мова            | Кількість | Відсоток |
| --------------- | --------- | -------- |
| українська      | 5504      | 95.13%   |
| російська       | 239       | 4.14%    |
| угорська        | 8         | 0.14%    |
| румунська       | 6         | 0.10%    |
| циганська       | 3         | 0.05%    |
| білоруська      | 2         | 0.03%    |
| інші/не вказали | 24        | 0.41%    |
| Усього          | 5786      | 100%     |

## Економіка
- цукровий завод; (в даний час не працює)
- молочноконсервний комбінат (в даний час не працює)[7];

У селі діє свинокомплекс ТОВ «Сільські традиції».

## Транспорт
У Біликах розташована залізнична станція Ліщинівка на лінії Полтава-Південна—Кременчук.

## Соціальна сфера
- Середня школа № 1
- школи першого-другого ступенів
- бібліотека

У Біликах розташований дитячий ревматологічний санаторій та дитячий оздоровчий табір «Ромашка».

## Культура
У Біликах працює Будинок культури, де діє народний самодіяльний пісенно-танцювальний колектив «Чебреці».
Також працює Білицька Дитяча Музична Школа, в якій діє зразковий танцювальний колектив «Мальви».
Працює Білицький краєзнавчий музей.
З 2001 року в Біликах діє громада УГКЦ.

## Відомі люди
Народилися:
- Аггей Колосовський — єпископ, преосвященний (1738—1792)
- Жевахов П. С. (1752—після 1817) — князь, нащадок грузинського переселенця Шіо Джавахішвілі, командувач полтавським ополченням у громадянській війні 1812 р.
- Жевахов Іван Семенович (1762—1837) — князь, генерал-майор Російської імператорської армії, командир Охтирського гусарського полку.
- Гапон Георгій Аполлонович (піп Гапон) — священик-революціонер.
- Магда Іван Іванович (1934) — народний депутат України.
- Марченко Федір Іларіонович (1919—1945) — Герой Радянського Союзу.
- Ліщина-Мартиненко Іван Іванович (1883—невідомо) — український архівіст, викладач та громадський діяч.

Перебували:
У 1845 р. у Біликах два етюди олівцем — Стінка та Урочище Білики, змалював Т. Шевченко.
У 1928—36 роках у Біликах жили й працювали український радянський письменник Юрій Яновський та угорський революціонер і письменник Мате Залка.
У Будинку творчості та відпочинку для письменників побували відомі українські літератори Іван Ле, Андрій Головко, Юрій Смолич, Наталя Забіла, Савва Голованівський, Микола Трублаїні, Олександр Корнійчук, Юрій Збанацький та інші.
Також у Біликах перебував Герой Радянського Союзу, командир 203-ї стрілецької Запорізько-Хінганської Червонопрапорної ордена Суворова дивізії Г. С. Зданович, який, гостюючи у родичів, закінчував книжку фронтових спогадів «Ідемо в наступ».
Поховані:
Василенко Віктор Іванович (1839—1914) — український вчений-народознавець, етнограф, статистик, дослідник народних художніх промислів Полтавщини.